# Paradrina algeriensis
Paradrina algeriensis là một loài bướm đêm trong họ Noctuidae.